# 日本老年精神医学会
公益社団法人日本老年精神医学会（にほんろうねんせいしんいがくかい、英文名：Japanese Psychogeriatric Society）は、老年精神医学に関する分野の科学的研究の進歩・発展・普及を図ることを目的として1988年に設立された学会（前身の日本老年精神医学研究会の発足は1986年）。
事務局を東京都新宿区神楽坂4-1-1 オザワビル2Ｆ（株）ワールドプランニング内に置いている。

## 会員数
- 2,596名（2009年9月24日現在）

## 活動
- 学術集会・総会の開催、会報の発行、専門医・指導医・研修施設等の育成など

## 学会誌
- 『PSYCHOGERIATRICS』（機関誌・欧文） 年4回
- 『老年精神医学雑誌』（準機関誌・和文） 年12回（増刊2冊）

## 関連学会
- 日本老年医学会
- 日本老年歯科医学会
- 日本老年社会科学会
- 日本基礎老化学会
- 日本ケアマネジメント学会
- 日本高齢者虐待防止学会